# Deremius
Deremius is een kevergeslacht uit de familie van de boktorren (Cerambycidae). De wetenschappelijke naam van het geslacht werd voor het eerst geldig gepubliceerd in 1893 door Kolbe.

## Soorten
Deremius omvat de volgende soorten:
- Deremius fuscotibialis Breuning, 1981
- Deremius leptus Kolbe, 1893
- Deremius matilei Breuning, 1981